# East Port Orchard
East Port Orchard az Amerikai Egyesült Államok északnyugati részén, Washington állam Kitsap megyéjében elhelyezkedő statisztikai település. A 2010. évi népszámlálási adatok alapján 5919 lakosa van.

## Népesség
A település népességének változása:
| Lakosok száma | 5116 | 5919 | 5262 |
|               | 2000 | 2010 | 2020 |